# 海峽兩岸知識大賽
《海峽兩岸知識大賽》是中天電視與中國中央電視台合作舉辦的學生比賽，錄影後在中天娛樂台與中国中央电视台中文国际频道播出，內容為邀請臺海兩岸學校派出學生進行知識搶答競賽及才藝表演。

## 歷史
自2002年開始舉辦，除第二屆為邀請高中學生參加外，其餘均以大學生為邀請對象。

## 歷屆主持人
- 第一屆：待查
- 第二屆：魯健、葉樹姍
- 第三屆：謝震武
- 第四屆：謝震武、和家馨
- 第五屆：魯健、和家馨
- 第六屆：魯健、和家馨、陳亞蘭
- 第七屆：桑晨、謝震武、鐘昀呈、周詠訓
- 第八屆：桑晨、謝震武、曾國城
- 第九屆：魯健、寇乃馨
- 第十屆：魯健、寇乃馨
- 第十一屆：魯健、寇乃馨
- 第十二屆：魯健、吳依潔
- 第十三屆：魯健、吳依潔